# Egon Zehnder
Egon Zehnder ist ein Schweizer Beratungsunternehmen, das in der Personalberatung, insbesondere in den Bereichen Executive Search und Leadership Advisory, tätig ist. Das Unternehmen wurde 1964 von Egon Zehnder (1930–2021) in Zürich gegründet.
Gleichberechtigte Eigentümer sind die internationalen Partner des Unternehmens. Weltweit existieren 67 Standorte mit 600 Beratern, 350 Researchern und 2000 Vollzeitmitarbeitern in 36 Ländern. Mit einem globalen Umsatz von jährlich 804 Millionen Schweizer Franken im Jahr 2024 gehört es zu den weltweit fünf größten Unternehmen dieses Bereiches. Innerhalb Deutschlands realisierte Egon Zehnder 2021 einen Umsatz von 110 Millionen Euro.
Seit 1. November 2022 ist Michael Ensser Weltchef von Egon Zehnder. Er löste damit Jill Ader ab, die im Sommer 2018 von den Partnern als erste Frau an die Spitze von Egon Zehnder gewählt worden war und im November 2018 ihre Position als Chairwoman angetreten hatte.  Elke Hofmann ist seit Juni 2025 Geschäftsführerin von Egon Zehnder International Deutschland.